# G-LOC: Air Battle
G-LOC: Air Battle (яп. ジー・ロック Дзи: Рокку), в некоторых изданиях известная как G-LOC R360 и как просто G-LOC — компьютерная игра для аркадных автоматов, выпущенная в 1990 году. По существу, игра является частью серии After Burner. Разработана компанией Sega AM2 и выпущена Sega. Игра неоднократно портировалась на другие консоли и компьютеры.
Название G-LOC расшифровывается как «G-force induced Loss Of Consciousness».

## Геймплей
Игрок управляет самолётами A8M5 и A8M6. Главной задачей игрока является уничтожение самолётов противника, а также кораблей, истребителей и танков. Камера имеет 2 ракурса. В первом камера находится в кабине, где игрок проводит большое количество времени. Вторым типом является вид от третьего лица, чтобы самолёт уклонялся и выполнял манёвры. Однако самолёты противника стараются таранить самолёт игрока. Если он получит много повреждений, игра заканчивается. Игрок изначально начинает с ограниченного запаса вооружения, который пополняется за счёт завершения миссий.
Самолет управляется с помощью джойстика.
Версия игры для аркадного автомата была выпущена в трёх версиях: вертикальная, с креслом и люкс-версии «R-360». «R-360» обеспечивает игре более динамичный внешний вид, корпус реагирует на действия игрока и на повреждения самолёта.

## Список портированных версий
| Платформа               | Год                                      | Издатель      | Примечания                                                                        |
| ----------------------- | ---------------------------------------- | ------------- | --------------------------------------------------------------------------------- |
| Аркадный автомат        | 1990                                     | Sega          |                                                                                   |
| Sega Game Gear          | 15 декабря 1990 1991 1991                | Sega, Tec Toy | В Южной Америке издавалась под названием G-LOC.                                   |
| Sega Master System      | 1991                                     | Sega          |                                                                                   |
| Amiga                   | 1992                                     | U.S. Gold     | Издавалась под названием G-LOC R360.                                              |
| Amstrad CPC             | 1992                                     | U.S. Gold     |                                                                                   |
| Atari ST                | 1992                                     | U.S. Gold     |                                                                                   |
| Commodore 64            | 1992 1992                                | U.S. Gold     | Издавалась под названием G-LOC R360.                                              |
| ZX Spectrum             | 1992                                     | U.S. Gold     | Издавалась под названием G-LOC R360.                                              |
| Sega Mega Drive/Genesis | 26 февраля 1993 1993 1993                | Sega          |                                                                                   |
| Nintendo 3DS            | 26 сентября 2012 4 июля 2013 4 июля 2013 | Sega          | Доступна посредством сервиса Virtual Console 3DS. Порт версии для Sega Game Gear. |

## Отзывы и мнения
Игра получила в основном хорошие отзывы от критиков. Журнал Your Sinclair в обзоре версии ZX Spectrum в своём выводе написал, чтобы игра понравилась, в неё надо много играть. Итоговая оценка игре — 90 баллов из 100.
Критики из Mean Machines удивились, как игра с современного аркадного автомата была перенесена на устаревавшую консоль Sega Master System. Игру хвалили за графику, звук и игровой процесс.
Сайт Sega-16.com оценили версию для Mega Drive/Genesis в 50 баллов из 100. Эта версия критиковалась за недоработки в портировании игры.